# Јоркшир (Њујорк)
Јоркшир (енгл. Yorkshire) насељено је место без административног статуса у америчкој савезној држави Њујорк.

## Демографија
По попису из 2010. године број становника је 1.180, што је 223 (-15,9%) становника мање него 2000. године.
| Група             | 2000.         | 2010.         |
| Белци             | 1.382 (98,5%) | 1.150 (97,5%) |
| Афроамериканци    | 2 (0,1%)      | 3 (0,3%)      |
| Азијати           | 5 (0,4%)      | 2 (0,2%)      |
| Хиспаноамериканци | 9 (0,6%)      | 7 (0,6%)      |
| Укупно            | 1.403         | 1.180         |